# ابن سريج المغني
هو عبيد بن سريج، ويكنى أبا يحيى، مولى بني نوفل بن عبد مناف، مغني من أهل الحجاز أشتهر بالعصر الأموي وبرع بالغناء والعزف على العود.

## تعريف
- كان مولده في خلافة عمر بن الخطاب، وكان ابن سريج آدم أحمر ظاهر الدم سناطاً في عينيه قبلٌ، بلغ خمساً وثمانين سنةً، وصلع رأسه فكان يلبس جمةً مركبة، وكان أكثر ما يرى مقنعاً، وكان منقطعاً ونديما إلى عبد الله بن جعفر بن أبي طالب.

وكان من أحسن الناس غناءً، وكان يغني مرتجلاً ويوقع بقضيبٍ، وغنى في زمن عثمان بن عفان رضي الله عنه، ومات في خلافة يزيد بن عبد الملك، وكان يلقب “وجه الباب” ولا يغضب من ذلك.
وكان ابن سريج بعد وفاة عبد الله بن جعفر قد انقطع إلى الحكم بن المطلب بن عبد الله بن المطلب بن حنطب أحد بني مخزوم، وكان من سادة قريش ووجوهها. وأخذ ابن سريج الغناء عن سعيد بن مسجح.
وقال إسحاق: وأصل الغناء أربعة نفر: مكيان ومدنيان، فالمكيان: ابن سريج وابن محرز، والمدنيان: معبد المغني ومالكٌ.

## قالوا عنه
- قال إسحاق: وسألت هشام بن المرية، وكان قد عمر، وكان عالماً بالغناء فلا يبارى فيه، فقلت له: من أحذق الناس بالغناء؟ فقال لي: أتحب الإطالة أم الاختصار؟ فقلت: أحب الاختصار الذي يأتي على سؤالي. قال: ما خلق الله تعالى بعد داود النبي أحسن صوتاً من ابن سريج، ولا صاغ الله عز وجل أحداً أحذق منه بالغناء، ويدلك على ذلك أن معبداً كان إذا أعجبه غناؤه قال: أنا اليوم سريجي.
- قال إبراهيم عن ابيه يقول: أدركت يونس بن محمدٍ الكاتب فحدثني عن الأربعة: ابن سريج وابن محرز والغريض ومعبد. فقلت له: من أحسن الناس غناءً؟ فقال: أبو يحيى. قلت: عبيد بن سريج؟ قال نعم. قلت: وكيف ذاك؟. قال: إن شئت فسرت لك، وإن شئت أجملت. قلت: أجمل. قال: كأنه خلق من كل قلبٍ، فهو يغني لكل إنسانٍ ما يشتهي.
- الفضل بن يحيى بن خالد بن برمك: سألت إبراهيم الموصلي ليلةً وقد أخذ منه النبيذ: من أحسن الناس غناءً؟ فقال لي: من الرجال أم من النساء؟ فقلت: من الرجال. فقال: ابن محرز. قلت: ومن النساء؟ قال: ابن سريج. ثم قال لي: إن كان ابن سريج إلا كأنه خلق من كل قلبٍ فهو يغني له ما يشتهي! .
- قال علي بن يحيى المنجم قال: أرسلني محمد بن الحسين بن مصعب إلى إسحاق الموصلي أسأله عن لحنه ولحن ابن سريج في:

تشكى الكميت الجري لما جهدته
أيهما أحسن؟ فصرت إليه فسألته عن ذلك، فقال لي: يا أبا الحسن، والله لقد أخذت بخطام راحلته فزعزعتها وأنختها وقمت بها فما بلغته. فرجعت إلى محمد بن الحسين فأخبرته؛ فقال: والله إنه ليعلم أن لحنه أحسن من لحن ابن سريج، ولقد تحامل لابن سريج على نفسه، ولكن لا يدع تعصبه للقدماء. وقد أخبرنا يحيى بن علي بن يحيى هذا الخبر عن أبيه، فذكر نحو ما ذكره جحظة في خبره ولم يقل: أرسلني محمد بن الحسين إلى إسحاق. وقال جحظة في خبره: قال علي بن يحيى: وقد صدق محمد بن الحسين؛ لأنه قلما غني في صوتٍ واحدٍ لحنان فسقط خيرهما، والذي في أيدي الناس الآن من اللحنين لحن إسحاق، وقد ترك لحن ابن سريج، فقل من يسمعه إلا من العجائز المتقدمات ومشايخ المغنين. هذا أو نحوه.
لحن إسحاق في تشكى الكميت مأخوذ من لحن الأبجر في يقولون. أبكاك البيت

## شهرتة بالغناء
- قال سلمة بن نوفل بن عمارة: أن أول يوم أشتهر فيه ابن سريج بالغناء في ختان ابن مولاه عبد الله بن عبد الرحمن بن أبي حسين. قال لأم الغلام: خفضي عليك بعض الغرم والكلفة، فوالله لألهين نساءك حتى لا يدرين ما جئت به ولا ما عزمت عليه.
- قال إسماعيل ابن جامع عن سياط المغني قال: كان ابن سريج أول من غنى الغناء المتقن بالحجاز بعد طويس، وأدرك يزيد بن عبد الملك وناح عليه، ومات في خلافة هشام. قال: وكان قبل أن يغني نائحاً ولم يكن مذكوراً، حتى ورد الخبر مكة بما فعله مسلم بن عقبة بأهل المدينة في وقعة الحرة فعلا على جبل أبي قبيس وناح بشعرٍ هو اليوم داخل في أغانيه، وهو:

يا عين جودي بالدموع السفـاح
وابكي على قتلى قريش البطاح
فاستحسن الناس ذلك منه، وكان أول من ندب به.
- قال ابن جامع: وحدثني جماعةٌ من شيوخ أهل مكة أنهم حدثوا: أن سكينة بنت الحسين بعثت إلى ابن سريج بشعر أمرته أن يصوغ فيه لحناً يناح به، فصاغ فيه، وهو الآن داخل في غنائه. والشعر:

يا أرض ويحك أكرمي أمواتي
فلقد ظفرت بسادتي وحماتي
فقدمه ذلك عند أهل الحرمين على جميع ناحة مكة والمدينة والطائف .
وقيل: أن سكينة بعثت إليه بمملوك لها يقال له عبد الملك، وأمرته أن يعلمه النياحة، فلم يزل يعلمه مدة طويلة، ثم توفي عمها أبو القاسم محمد بن الحنفية، وكان ابن سريج مريضا فلم يقدر على النياحة. فقال لها عبدها عبد الملك: أنا أنوح لك نوحاً أنسيك به نوح ابن سريج. قالت: أو تحسن ذاك؟ قال نعم. فأمرته فناح؛ فكان نوحه في الغاية من الجودة، وقال النساء: هذا نوحٌ غريض؛ فلقب عبد الملك المغني الغريض. وأفاق ابن سريج من علته بعد أيام وعرف خبر وفاة ابن الحنفية، فقال لهم: فمن ناح عليه؟ قالوا: عبد الملك غلام سكينة. قال: فهل جوز الناس نوحه؟ قالوا: نعم وقدمه بعضهم عليك. فحلف ابن سريج ألا ينوح بعد ذلك اليوم، وترك النوح وعدل إلى الغناء، فلم ينح حتى ماتت حبابة جارية يزيد بن عبد الملك، وكانت قد أخذت عنه وأحسنت إليه فناح عليها، ثم ناح بعدها على يزيد بن عبد الملك، ثم لم ينح بعده حتى مات .
ولما عدل ابن سريج عن النوح إلى الغناء عدل معه الغريض إليه، فكان لا يغني صوتاً إلا عارضه فيه
ابن سريج وعطاء بن أبي رباح .
- قال يوسف بن إبراهيم قال: حدث إسحاق بن إبراهيم الموصلي إبراهيم بن المهدي وأنا حاضرٌ أن يحيى المكي حدثه أن عطاء بن أبي رباح لقي ابن سريج بذي طوى، وعليه ثيابٌ مصبغة وفي يده جرادةٌ مشدودة الرجل بخيطٍ يطيرها ويجذبها به كلما تخلفت؛ فقال له عطاء: يا فتان، ألا تكف عما أنت عليه! كفى الله الناس مئونتك. فقال ابن سريج: وما على الناس من تلويني ثيابي ولعبي بجرادتي؟ فقال له: تفتنهم أغانيك الخبيثة. فقال له ابن سريج: سألتك بحق من تبعته من أصحاب رسول الله صلى الله عليه وسلم، وبحق رسول الله ، إلا ما سمعت مني بيتاً من الشعر، فإن سمعت منكراً أمرتني بالإمساك عما أنا عليه. وأنا أقسم بالله وبحق هذه البنية لئن أمرتني بعد استماعك مني بالإمساك عما أنا عليه لأفعلن ذلك. فأطمع ذلك عطاءً في ابن سريج، وقال: قل. فاندفع يغني بشعر جرير:

صوت
إن الذين غدوا بلبك غـادروا
وشلاً بعينك لا يزال معينـا
غيضن من عبراتهن وقلن لي
ماذا لقيت من الهوى ولقينـا
فلما سمعه عطاءٌ اضطرب اضطراباً شديداً ودخلته أريحية، فحلف ألا يكلم أحداً بقية يومه إلا بهذا الشعر، وصار إلى مكانه من المسجد الحرام؛ فكان كل من يأتيه سائلاً عن حلالٍ أو حرامٍ أو خبرٍ من الأخبار، لا يجيبه إلا بأن يضرب إحدى يديه على الأخرى وينشد هذا الشعر حتى صلى المغرب، ولم يعاود ابن سريج بعد هذا ولا تعرض له.

## ابن سريجويزيد بن عبد الملك
حج عمر بن أبي ربيعة في عامٍ من الأعوام على نجيبٍ له مخضوبٍ بالحناء مشهر الرحل بقرابٍ مذهبٍ، ومعه عبيد بن سريج على بغلةٍ له شقراء، ومعه غلامه جنادٌ يقود فرساً له أدهم أغر محجلاً، وكان عمر بن أبي ربيعة يسميه “الكوكب” في عنقه طوق ذهبٍ – وجنادٌ هذا هو الذي يقول فيه:
صوت
فقلت لجنادٍ خذ السيف واشـتـمـل
عليه برفقٍ وارقب الشمس تغـرب
وأسرج لي الدهماء واعجل بممطري
ولا تعلمن خلقاً من الناس مذهبـي
وكان ومع عمر جماعةٌ من حشمه وغلمانه وعليه حلة موشيةٌ يمانية، وعلى ابن سريج ثوبان هرويان مرتفعان، فلم يمروا بأحدٍ إلا عجب من حسن هيئتهم، وكان عمر من أعطر الناس وأحسنهم هيئةً، فخرجوا من مكة يوم التروية بعد العصر يريدون منىً، فمروا بمنزل رجلٍ من بني عبد منافٍ بمنىً قد ضربت عليه فساطيطه وخيمه، ووافى الموضع عمر فأبصر بنتاً للرجل قد خرجت من قبتها، وستر جواريها دون القبة لئلا يراها من مر. فأشرق عمر على النجيب فنظر إليها، وكانت من أحسن النساء وأجملهن. فقال لها جواريها: هذا عمر بن أبي ربيعة. فرفعت رأسها فنظرت إليه، ثم سترتها الجواري وولائدها عنه وبطن دونها بسجف القبة حتى دخلت. ومضى عمر إلى منزله وفساطيطه بمنىً، وقد نظر من الجارية إلى ما تيمه ومن جمالها إلى ما حيره، فقال فيها:
نظرت إليها بالمحصب مـن مـنـى
ولي نظرٌ لولا الـتـحـرج عـارم
فقلت أشمسٌ أم مـصـابـيح بـيعةٍ
بدت لك خلف السجف أم أنت حالـم
بعيدة مهوى القرط إمـا لـنـوفـلٌ
أبوها وإما عبد شـمـسٍ وهـاشـم
ومد عليها السجـف يوم لـقـيتـهـا
على عجلٍ تبـاعـهـا والـخـوادم
فلم أستطعها غير أن قـد بـدا لـنـا
على الرغم منها كفها والمعـاصـم
معاصم لم تضرب على البهم بالضحى
عصاها ووجهٌ لم تلحه الـسـمـائم
نضـيرٌ تـرى فـيه أسـاريع مـائه
صبيحٌ تغاديه الأكـف الـنـواعـم
إذا ما دعت أترابها فاكتـنـفـنـهـا
تمايلن أو مالت بـهـن الـمـآكـم
طلبن الصبا حتى إذا مـا أصـبـنـه
نزعن وهن المسلمات الـظـوالـم
ثم قال عمر لابن سريج: يا أبا يحيى، إني تفكرت في رجوعنا مع العشية إلى مكةٍ مع كثرة الزحام والغبار وجلبة الحاج فثقل علي، فهل لك أن نروح رواحاً طيباً معتزلاً، فنرى فيه من راح صادراً إلى المدينة من أهلها، ونرى أهل العراق وأهل الشأم ونتعلل في عشيتنا وليلتنا ونستريح؟ قال: وأنى ذلك يا أبا الخطاب؟ قال: على كثيب أبي شحوة المشرف على بطن يأجج بين منىً وسرف، فنبصر مرور الحاج بنا ونراهم ولا يرونا. قال ابن سريج: طيبٌ والله يا سيدي. فدعا بعض خدمه فقال: اذهبوا إلى الدار بمكة، فاعلموا لنا سفرةً واحملوها مع شرابٍ إلى الكثيب، حتى إذا أبردنا ورمينا الجمرة صرنا إليكم – قال: والكثيب على خمسة أميالٍ من مكة مشرفٌ على طريق المدينة وطريق الشأم وطريق العراق، وهو كثيبٌ شامخٌ مستدقٌ أعلاه منفرد عن الكثبان – فصارا إليه فأكلا وشربا. فلما انتشيا أخذ ابن سريج الدف فنقره وجعل يغني وهم ينظرون إلى الحاج. فلما أمسيا رفع ابن سريج صوته يغني في الشعر الذي قاله عمر، فسمعه الركبان فجعلوا يصيحون به: يا صاحب الصوت أما تتقي الله! قد حبست الناس عن مناسكهم! فيسكت قليلاً، حتى إذا مضوا رفع صوته وقد أخذ فيه الشراب فيقف آخرون، إلى أن مرت قطعةٌ من الليل، فوقف عليه في الليل رجلٌ على فرسٍ عتيقٍ عربي مرح مستن فهو كأنه ثملٌ، حتى وقف بأصل الكثيب وثنى رجله على قربوس سرجه، ثم نادى: يا صاحب الصوت، أيسهل عليك أن ترد شيئاً مما سمعته. قال: نعم ونعمة عينٍ، فأيها تريد؟ قال: تعيد علي:
ألا يا غراب البين مالك كلمـا
نعبت بفقدانٍ علـي تـحـوم
أبالبين من عفراء أنت مخبري
عدمتك من طيرٍ فأنت مشوم
– فأعاده، ثم قال له ابن سريج: ازدد إن شئت. فقال: غنني:
أمسلم إنـي يابـن كـل خـلـيفةٍ
ويا فارس الهيجا ويا قمر الأرض
شكرتك إن الشكر حبلٌ من التقـى
وما كل من أقرضته نعمةً يقضي
ونوهت لي باسمي وما كان خاملاً
ولكن بعض الذكر أنبه من بعض
فغناه، فقال له: الثالث ولا أستزيدك. فقال: قل ما شئت. فقال: تغنيني
يا دار أقوت بالجزع فالكثب
بين مسيل العذيب فالرحـب
لم تتقنع بفضـل مـئزرهـا
دعدٌ ولم تسق دعد في العلب
فغناه. فقال له ابن سريج: ابقيت لك حاجةٌ؟ قال: نعم، تنزل إلي لأخاطبك شفاهاً بما أريد. فقال له عمر: انزل إليه، فنزل. فقال له: لولا أني أريد وداع الكعبة وقد تقدمني ثقلي وغلماني لأطلت المقام معك ولنزلت عندكم، ولكني أخاف أن يفضحني الصبح، ولو كان ثقلي معي لما رضيت لك بالهوينى، ولكن خذ حلتي هذه وخاتمي ولا تخدع عنهما، فإن شراءهما ألفٌ وخمسمائة دينار .

## اخباره وقصصه في الغناء
- قال عمر بن أبي خليفة قال: كان أبي نازلاً في علوٍ، فكان المغنون يأتونه. قال فقلت: فأيهم كان أحسن غناءً؟ قال: لا أدري، إلا أني كنت أراهم إذا جاء ابن سريج سكتوا.
- قال عمر بن سعد مولى الحارث بن هشام بن المغيرة قال: خرج ابن الزبير ليلةً إلى أبي قبيسٍ فسمع غناءً، فلما انصرف رآه أصحابه وقد حال لونه، فقالوا: إن بك لشراً. قال: إنه ذاك. قالوا: ما هو؟ قال: لقد سمعت صوتاً إن كان من الجن إنه لعجبٌ، وإن كان من الإنس فما انتهى منتهاه شيءٌ! قال: فنظروا فإذا هو ابن سريج يتغنى:

صوت
أمن رسم دارٍ بوادي غـدر
لجاريةٍ من جواري مضر
خدلجة الساق مـمـكـروةٍ
سلوس الوشاح كمثل القمر
تزين النساء إذا مـا بـدت
ويبهت في وجهها من نظر
والشعر ليزيد بن معاوية. الغناء
- قال المدائني في خبره أن عمر بن عبد العزيز مر أيضاً فسمع صوت ابن سريج وهو يتغنى:

صوت
بت الخلطي قوى الحبل الذي قطعوا
إذ ودعوك فولوا ثم ما رجـعـوا
وآذنوك ببـينٍ مـن وصـالـهـم
فما سلوت ولا يسليك ما صنعـوا
والشعر للأحوص
فقال عمر: لله در هذا الصوت لو كان بالقرآن!
- قال إبراهيم بن المهدي لـإسحاق الموصلي، : غنى ابن سريج ثمانيةً وستين صوتا. فقال له أبو إسحاق: ما تجاوز قط ثلاثةً وستين صوتاً. فقال بلى. ثم جعلا ينشدان أشعار الصحيح منها حتى بلغا ثلاثةً وستين صوتاً وهما يتفقان على ذلك، ثم أنشد إسحاق بعد ذلك أشعار خمسة أصواتٍ أيضاً.

فقال إبراهيم بن المهدي، هذا من غنائه، ولكن لحن هذا الصوت نقله من لحنه في الشعر الفلاني، ولحن الثاني من لحنه الفلاني، حتى عد له الخمسة الأصوات. فقال له إسحاق: صدقت. ثم قال له إبراهيم: إن ابن سريج كان رجلاً عاقلاً أديباً، وكان يغني الناس بما يشتهون، فلا يغنيهم صوتاً مدح به أعداؤهم ولا صوتاً عليهم فيه عارٌ أو غضاضةٌ، ولكنه يعدل بتلك الألحان إلى أشعارٍ في أوزانها، فالصوتان واحدٌ لا ينبغي أن نعدهما اثنين عند التحصيل منا لغنائه، فصدقه إسحاق. فقال له إبراهيم: فأيها أولى عندك بالتقدمة؟ فقال:
وإذا ما عثرت في مرطـهـا
نهضت باسمي وقالت يا عمر
فقال له إبراهيم: أحسبك يا أبا محمد – متعت بك – ما أردت إلا مساعدتي. فقال: لا، والله ما إلى هذا قصدت، وإن كنت أهوى كل ما قربني من محبتك.
فقال له: هذا أحب أغانيه إلي، وما أحسبه في مكانٍ أحسن منه عندي، ولا كان ابن سريج يتغناه أحسن مما يتغناه جواري، ولئن كان كذلك فما هو عندي في حسن التجزئة والقسمة وصحتهما مثل لحنه في: صوت من المائة لمختارة من رواية جحظة
حييا أم يعـمـــرا
قبل شحطٍ من النوى
أجمع الحي رحـلةً
ففؤادي كذى الأسى
قلت لا تعجلوا الروا
ح فقالوا ألا بـلـى
- قال محمد بن سعيد: لما ضاد ابن سريج المغني الغريض وناوأه، جعل ابن سريج لا يغني صوتاً ألا عارضه فيه الغريض فغنى فيه لحناً غيره، وكانت ببعض أطراف مكة دارٌ يأتيانها في كل جمعةٍ ويجتمع لهما ناسٌ كثيرٌ، فيوضع لكل واحد منهما كرسيٌ يجلس عليه ثم يتناقضان الغناء ويترادانه. قال: فلما رأى ابن سريج موقع الغريض وغنائه من الناس لقربه من النوح وشبهه به، مال إلى الأرمال والأهزاج فاستخفها الناس. فقال له الغريض: يا أبا يحيى، قصرت الغناء وحذفته وأفسدته. فقال له: نعم جعلت تنوح على أبيك وأمك، ألى تقول هذا! والله لأغنين غناءً ما غنى أحدٌ أثقل منه ولا أجود. ثم تغنى:

تشكى الكميت الجري لما جهدته
تقدير ابن أبي عتيق لابن سريج
- قال عبد الله بن عمران بن أبي فروة : كنت أسير مع الغمر بن يزيد بن عبد الملك، فاستنشدني فأنشدته لعمر بن أبي ربيعة:

ودع لـبـابة أن تـتـرحــلا
واسأل فإن قليلـه أن تـسـألا
قال ائتمر ما شئت غير مخالفٍ
فيما هويت فإننا لن نعـجـلا
نجري أيادي كنت تبذلها لـنـا
حقٌ علينا واجبٌ أن نفـعـلا
حتى إذا ما الليل جن ظـلامـه
قال: فأمر غلامه فحملني على بغلته التي كانت تحته. فلما أراد الانصراف طلب الغلام مني البغلة، فقلت: لا أعطيكها، هو أكرم وأشرف من أن يحملني عليها ثم ينتزعها مني. فقال للغلام: دعه يا بني، ذهبت والله لبابة ببغلة مولاك.
- قال إسحاق حدثني شيخٌ من موالي المنصور قال: قدم علينا فتيانٌ من بني أمية يريدون مكة، فسمعوا معبداً ومالكاً فأعجبوا بهما، ثم قدموا مكة فسألوا عن ابن سريج فوجدوه مريضاً، فأتوا صديقاً له فسألوه أن يسمعهم غناءه، فخرج معهم حتى دخلوا عليه. فقالوا: نحن فتيان من قريشٍ، أتيناك مسلمين عليك، وأحببنا أن نسمع منك. فقال: أنا مريضٌ كما ترون. فقالوا: إن الذي نكتفي منك به يسيرٌ – وكان ابن سريج أديباً طاهر الخلق عارفاً بأقدار الناس – فقال: يا جارية، هاتي جلبابي وعودي، فأتته خادمة بخامةٍ فسدلها على وجهه – وكان يفعل ذلك إذا تغنى لقبح وجهه – ثم أخذ العود فغناهم، فأرخى ثوبه على عينيه وهو يغني، حتى إذا اكتوا ألقى عوده وقال: معذرةً. فقالوا: نعم، قد قبل الله عذرك فأحسن الله إليك، ومسح ما بك، وانصرفوا يتعجبون مما سمعوا. فمروا بالمدينة منصرفين، فسمعوا من معبدٍ ومالكٍ، فجعلوا لا يطربون لهما ولا يعجبون بهما كما كانوا يطربون. فقال أهل المدينة: نحلف بالله لقد سمعتم بعدنا ابن سريج! قالوا: أجل! لقد سمعناه فسمعنا ما لم نسمع مثله قط، ولقد نغص علينا ما بعده.

تغني رقطاء الحبطية برمله
من شعر ابن عمارة السلمي
- قدم الشاعر جرير بن الخطفي المدينة ونحن يومئذٍ شبابٌ نطلب الشعر، فاحتشدنا له ومعنا أشعب. فبينا نحن عنده إذ قام لحاجة وأقمنا لم نبرح. وجاء الأحوص بن محمد الشاعر من قباء على حمارٍ فقال: أين هذا؟ فقلنا: قام لحاجةٍ، فما حاجتك إليه؟ قال: أريد والله أن أعلمه أن الفرزدق أشعر منه وأشرف. قلنا: ويحك! لا تعرض له وانصرف، فانصرف وخرج. فجاء جريرٌ فلم يكن بأسرع من أن أقبل الأحوص الشاعر فأقبل عليه، فقال: السلام عليك يا جرير. قال جريرٌ: وعليك السلام. فقال الأحوص: يابن الخطفى، الفرزدق أشرف منك وأشعر. قال جريرٌ: من هذا أخزاه الله! قلنا: الأحوص بن محمد بن عاصم بن ثابت بن أبي الأقلح. فقال: نعم! هذا الخبيث ابن الطيب، أأنت القائل:

يقر بعيني ما يقر بـعـينها
وأحسن شيءٍ ما به العين قرت
قال نعم. قال: فإنه يقر بعينها أن يدخل فيها مثل ذراع البكر، أفيقر ذلك بعينك؟! قال: وكان الأحوص يرمى بالحلاق فانصرف، فبعث إليهم بتمرٍ وفاكهة. وأقبلنا على جرير نسائله، وأشعب عند الباب وجريرٌ في مؤخر البيت، فألح عليه أشعب يسأل. فقال: والله إني لأراك أقبحهم وجهاً وأراك ألأمهم حسباً؛ فقد أبرمتني منذ اليوم. قال: إني والله أنفعهم وخيرهم لك. فانتبه جريرٌ وقال: ويحك! كيف ذاك؟ قال: إني أملح شعرك وأجيد مقاطعه ومبادئه. فقال: قل، ويحك! فاندفع أشعب فنادى بلحن ابن سريجٍ:
يا أخت ناجية السلام عليكـم
قبل الرحيل وقبل عدل العذل
لو كنت أعلم أن آخر عهدكم
يوم الرحيل فعلت ما لم أفعل
فطرب جريرٌ وجعل يزحف نحوه حتى ألصق بركبته ركبته، وقال: لعمري لقد صدقت، إنك لأنفعهم لي وقد حسنته وأجدته وزينته، أحسنت والله، ثم وصله وكساه. فلما رأينا إعجاب جرير بذلك الصوت، قال له بعض أهل المجلس: فكيف لو سمعت واضع هذا الغناء؟ قال: أو إن له لواضعاً غير هذا؟ فقلنا نعم. قال: فأين هو؟ قلنا: بمكة قال: فلست بمفارقٍ حجازكم حتى أبلغه. فمضى ومضى معه جماعةٌ ممن يرغب في طلب الشعر في صحابته وكنت فيهم، فأتيناه جميعاً، فإذا هو في فتيةٍ من قريشٍ كأنهم المها مع ظرفٍ كثيرٍ، فأدنوا ورحبوا وسألوا عن الحاجة، فأخبرناهم الخبر، فرحبوا بجرير وأدنوه وسروا بمكانه، وأعظم عبيد بن سريج موضع جرير وقال: سل ما تريد جعلت فداءك! قال: أريد أن تغنيني لحناً سمعته بالمدينة أزعجني إليك. قال: وما هو؟ قال:
يا أخت ناجية السلام عليكـم
قبل الرحيل وقبل عذل العذل
فغناه ابن سريج وبيده قضيبٌ يوقع به وينكت، فوالله ما سمعت شيئاً قط أحسن من ذلك. فقال جرير: “لله دركم” يا أهل مكة، ما أعطيتم! والله لو أن نازعاً نزع إليكم ليقيم بين أظهركم فيسمع هذا صباح مساء لكان أعظم الناس حظاً ونصيباً، فكيف ومع هذا بيت الله الحرام، ووجوهكم الحسان، ورقة ألسنتكم، وحسن شارتكم، وكثرة فوائدكم! أخبرني الحسين بن يحيى عن حماد عن أبيه عن جده إبراهيم قال:
- كتب الوليد بن عبد الملك إلى عامل مكة أن أشخص إلي ابن سريج، فأشخصه. فلما قدم مكث أياماً لا يدعو به ولا يلتفت إليه. قال: ثم إنه ذكره، فقال: ويلكم! أين ابن سريج؟ قالوا: هو حاضرٌ. قال: علي به. فقالوا: أجب أمير المؤمنين. فتهيأ ولبس وأقبل حتى دخل عليه فسلم. فأشار إليه أن اجلس، فجلس “بعيداً “. فاستدناه “فدنا ” حتى كان منه قريباً، وقال: ويحك يا عبيد! لقد بلغني عنك ما حملني على الوفادة بك من كثرة أدبك وجودة اختيارك مع ظرف لسانك وحلاوة مجلسك. فقال: جعلت فداءك يا أمير المؤمنين! “تسمع بالمعيدي خيرٌ من أن تراه”. قال الوليد: إني لأرجو ألا تكون أنت ذاك، ثم قال: هات ما عندك. فاندفع ابن سريج فغنى بشعر الأحوص:

أمنزلتي سلمى على القدم اسلـمـا
فقد هجتما للشوق قلبـاً مـتـيمـا
وذكرتما عصر الشباب الذي مضى
وجدة وصلٍ حبله قـد تـجـذمـا
وإني إذا حلـت بـبـيشٍ مـقـيمةً
وحل بوج جالسـاً أو تـتـهـمـا
يمانيةٌ شطت فأصبـح نـفـعـهـا
فقال الوليد: أحسنت والله وأحسن الأحوص! علي بالأحوص. ثم قال: يا عبيد هيه! فغناه بشعر عدي بن الرقاع العاملي يمدح الوليد:
صوت
طار الكرى وألم الهم فاكتـنـعـا
وحيل بيني وبين النوم فامتنـعـا
كان الشباب قناعاً أسـتـكـن بـه
وأستظل زماناً ثمت انقـشـعـا
فاستبدل الرأس شيباً بعـد داجـيةٍ
فينانةٍ ما ترى في صدغها نزعـا
فإن تكن ميعةٌ من باطلٍ ذهـبـت
وأعقب الله بعد الصبوة الورعـا
فقال له الوليد: صدقت يا عبيد! أنى لك هذا؟ قال: هو من عند الله. قال الوليد: لو غير هذا قلت لأحسنت أدبك. قال ابن سريج: ذلك فضل الله يؤتيه من يشاء. قال الوليد: يزيد في الخلق ما يشاء. قال ابن سريج: هذا من فضل ربي ليبلوني أأشكر أم أكفر. قال الوليد: لعلمك والله أكبر وأعجب إلي من غنائك!
فأشار الوليد إلى بعض الخدم، فغطوه بالخلع ووضعوا بين يديه كيساً من الدنانير وبدراً من الدراهم، ثم قال الوليد بن عبد الملك: يا مولى بني نوفل بن الحارث، لقد أوتيت أمراً جليلاً. فقال ابن سريج: يا أمير المؤمنين! لقد آتاك الله ملكاً عظيماً وشرفاً عالياً، وعزاً بسط يدك فيه فلم يقبضه عنك ولا يفعل إن شاء الله. فأدام الله لك ما ولاك، وحفظك فيما استرعاك، فإنك أهلٌ لما أعطاك، ولا نزعه منك إذ رآك له موضعاً. قال: يا نوفلي، وخطيبٌ أيضاً! قال ابن سريج: عنك نطقت، وبلسانك تكلمت، وبعزك بينت. وقد كان أمر بإحضار الأحوص بن محمد الأنصاري وعدي بن الرقاع العاملي. فلما قدما عليه أمر بإنزالهما حيث ابن سريج، فأنزلا منزلاً إلى جنب ابن سريج. فقالا: والله لقرب أمير المؤمنين كان أحب إلينا من قربك يا مولى بني نوفلٍ، وإن في قربك لما يلذنا ويشغلنا عن كثيرٍ مما نريد. فقال لهما ابن سريج: أو قلة شكرٍ! فقال له عدي: كأنك يابن اللخناء تمن علينا! علي وعلي إن جمعنا وإياك سقف بيتٍ أو صحن دارٍ “إلا ” عند أمير المؤمنين. وأما الأحوص فقال: أو لا تحتمل لأبي يحيى الزلة والهفوة! وكفارة يمين خيرٌ من عدم المحبة، وإعطاء النفس سؤلها خيرٌ من لجاجٍ في غير منفعة! فتحول عدي، وبقي عنده الأحوص. وبلغ الوليد ما جرى بينهم، فدعا ابن سريج وأدخله بيتاً وأرخى دونه ستراً، ثم أمره إذا فرغ الأحوص وعدي من كلمتيهما أن يغنى. فلما دخلا وأنشداه مدائح فيه، رفع ابن سريج صوته من حيث لا يرونه وضرب بعوده. فقال عدي: يا أمير المؤمنين، أتأذن لي أن أتكلم؟ فقال: قل يا عاملي. قال: أمثل هذا عند أمير المؤمنين، ويبعث إلى ابن سريج يتخطى به رقاب قريشٍ والعرب من تهامة إلى الشأم، ترفعه أرضٌ وتخفضه أخرى فيقال: من هذا. فيقال: عبيد بن سريج مولى بني نوفلٍ بعث أمير المؤمنين إليه، ليسمع غناءه! فقال: ويحك يا عدي! أو لا تعرف هذا الصوت؟ قال: لا، والله ما سمعته قط ولا سمعت مثله حسناً، ولولا أنه في مجلس أمير المؤمنين لقلت: طائفةٌ من الجن يتغنون. فقال: اخرج عليهم، فخرج فإذا ابن سريج. فقال عدي: حق لهذا أن يحمل! حق لهذا أن يحمل! – ثلاثاً – ثم أمر لهما بمثل ما أمر به لابن سريج، وارتحل القوم.
- قال رجلاً من الأشراف من قريش من موالي ابن سريج عاتبه يوماً على الغناء وأنكره عليه، وقال له: لو أقبلت على غيره من الآداب لكان أزين بمواليك وبك! فقال: جعلت فداك! امرأته طالقٌ إن أنت لم تدخل الدار. فقال الشيخ: ويحك! ما حملك على هذا؟ قال: جعلت فداك قد فعلت. فالتفت النوفلي إلى بعض من كان معه متعجباً مما فعل. فقال له القوم: قد طلقت امرأته إن أنت لم تدخل الدار. فدخل ودخل القوم معه. فلما توسطوا الدار قال: امرأته طالقٌ إن أنت لم تسمع غنائي. قال: اغرب عني يا لكع! ثم بدر الشيخ ليخرج. فقال له أصحابه: أتطلق امرأته وتحمل وزر ذلك؟! قال: فوزر الغناء أشد. قالوا: كلا! ما سوى الله عز وجل بينهما. فأقام الشيخ مكانه. ثم اندفع ابن سريج يغني في شعر عمر بن أبي ربيعة في زينب:

أليست بالتي قالـت
لمولاةٍ لها ظهـرا
أشيري بالسلام لـه
إذا هو نحونا خطرا
فقال للجماعة: هذا والله حسن! ما بالحجاز مثله ولا في غيره. وانصرفوا. أخبرني الحسين بن يحيى عن حماد عن أبيه عن الأصمعي قال: قال عبد الله بن عمير الليثي لابن سريج: لو تركت الغناء! وعاتبه على ذلك. فقال: جعلت فداك! لو سمعته ما تركته. ثم قال: امرأته طالقٌ ثلاثاً إن لم تدخل الدار حتى تسمع غنائي. فالتفت عبد الله إلى رفيقٍ له كان معه فقال: ما تنتظر؟ ادخل بنا وإلا طلقت امرأة الرجل. فدخلا مع ابن سريج، فغنى بشعر الأحوص:
صوت
لقد شاقك الحي إذ ودعوا
فعينك في إثرهم تدمع
وناداك للبين غربـانـه
فظلت كأنك لا تسمـع
ثم قال: امرأته طالقٌ إن أنت لم تستحسنه لأتركنه. فتبسم عبد الله وخرج.
نسبة ما في هذه الأخبار من الأصوات منها: الصوت الذي أوله في الخبر:
إن طيف الخيال حـين ألـمـا
هاج لي ذكرةً وأحدث هـمـا
جددي الوصل يا قريب وجودي
لمحبٍّ فـراقـه قـد ألـمـا
- قال محمد بن سلام عن جرير قال: قال لي ابن سريج: دعاني فتيةٌ من بني مروان، فدخلت إليهم وأنا في ثياب الحجاز الغلاظ الجافية، وهم في القوهي والوشي يرفلون كأنهم الدنانير الهرقلية، فغنيتهم وأنا محتقرٌ لنفسي عندهم لحناً لي، وهو:

أبا لفرع لم تظعن مع الحي زينب
بنفسي عن النأي الحبيب المغيب
بوجهك عن مس التراب مضـنةٌ
فلا تبعدي إذ كل حي سيعطـب
وقال ابن سريج : فتضاءلوا في عيني حتى ساويتهم في نفسي لما رأيتهم عليه من الإعظام لي. ثم غنيتهم:
ودع لبابة قبل أن تترحـلا
واسأل فإن قلاله أن تسألا
فطربوا وعظموني وتواضعوا لي، حتى صرت في نفسي بمنزلتهم لما رأيتهم عليه، وصاروا في عيني بمنزلتي. ثم غنيتهم:
ألا هل هاجك الأظعا
ن إذ جاوزن مطلحا
فطربوا ومثلوا بين يدي ورموا بحللهم كلها حتى غطوني بها، فمثلت لي نفسي أنها نفس الخليفة وأنهم لي خولٌ، فما رفعت طرفي إليهم بعد ذلك تيهاً .
- قدم جريرٌ المدينة أو مكة فجلس مع قومٍ، فجعلوا يعرضون عليه غناء رجلٍ رجلٍ من المغنين، حتى غنوه لابن سريج، فطرب وقال: هذا أحسن ما أسمعتموني من الغناء كله.

قالوا: وكيف قلت ذاك يا أبا حزرة؟ قال: مخرج كل ما أسمعتموني من الغناء من الرأس، ومخرج هذا من الصدر.
- قال الزبير بن بكار عن ظبية: أن يزيد بن عبد الملك قال لحبابة يوماً: أتعرفين أحداً هو أرب مني؟ قالت: نعم، مولاي الذي باعني. فأمر بإشخاصه فأشخص إليه مقيداً، وأعلم بحاله فأذن في إدخاله، فمثل بين يديه وحبابة ولاسمة تغنيان؛ فغنته سلامة لحن الغريض في:

تشط غداً دار جيراننا
فطرب وتحرك في أقياده. ثم غنته حبابة لحن ابن سريج المجرد في هذا الشعر، فوثب وجعل يحجل في قيده ويقول: هذا وأبيكما ما لا تعذلاني فيه، حتى دنا من الشمعة فوضع لحيته عليها فاحترقت، وجعل يصيح: الحريق الحريق. فضحك يزيد وقال: هذا والله أطرب الناس حقاً، ووصله وسرحه إلى بلده.

## وفاته
لما احتضر ابن سريج نظر إلى ابنته تبكي فبكى، وقال: إن من أكبر همي أنت، وأخشى أن تضيعي بعدي. فقالت: لا تخف؛ فما غنيت شيئاً إلا وأنا أغنية. فقال: هاتي. فاندفعت تغني أصواتاً وهو مصغٍ إليها، فقال: قد أصبت ما في نفسي، وهونت علي أمرك. ثم دعا سعيد بن مسعود الهذلي فزوجه إياها؛ فأخذ عنها أكثر غناء أبيها وانتحله؛ فهو الآن ينسب إليه .
فقال كثير بن كثير السهمي يرثيه:
ما اللهو بعد عبيدٍ حين يخـبـره
من كان يلهو به منه بمطلـب
لله قبر عبيدٍ ما تضـمـن مـن
لذاذة العيش والإحسان والطرب
لولا الغريض ففيه من شمائلـه
مشابهٌ لم أكن فيها بـذي أرب
وقيل توفي ابن سريج بالعلة التي أصابته من الجذام بمكة في خلافة الوليد بن يزيد، ودفن في موضع بها يقال له دسم .